# ويليام بانكروفت
ويليام بانكروفت هو سياسي أمريكي، ولد في 26 أبريل 1855 في غروتون في الولايات المتحدة، وتوفي في 11 مارس 1922 في كامبريدج في الولايات المتحدة. انتخب عضو مجلس نواب ماساتشوستس ‏.